# 126e division d'infanterie (Allemagne)
Pour les articles homonymes, voir 126e division d'infanterie.
La  126e division d'infanterie (en allemand : 126. Infanterie-Division ou 126. ID) est une des divisions d'infanterie de l'armée allemande (Wehrmacht) durant la Seconde Guerre mondiale.

## Création et différentes dénominations
La 126. Infanterie-Division est formée le 18 octobre 1940.
La division prend part à des combats à Wolchow, Demjansk, Staraïa Roussa, Leningrad et finit la guerre dans la poche de Courlande.

## Organisation

### Commandants
| Date                           | Grade                  | Commandant        |
| ------------------------------ | ---------------------- | ----------------- |
| 5 octobre 1940-10 octobre 1942 | General der Infanterie | Paul Laux         |
| 10 octobre 1942-30 avril 1943  | Generalleutnant        | Harry Hoppe       |
| 30 avril 1943-8 juillet 1943   | Generalleutnant        | Friedrich Hofmann |
| 8 juillet 1943-7 novembre 1943 | Generalleutnant        | Harry Hoppe       |
| 7 novembre 1943-5 janvier 1945 | Generalleutnant        | Gotthard Fischer  |
| 5 janvier 1945-8 mai 1945      | Generalmajor           | Kurt Hähling      |

### Officiers d'opérations (Generalstabsoffiziere (Ia))
| Date                        | Grade          | Commandant              |
| --------------------------- | -------------- | ----------------------- |
| 5 octobre 1940-24 juin 1942 | Oberstleutnant | Hans-Georg von Schaewen |
| 24 juin 1942-25 mai 1944    | Oberstleutnant | Reinhard Merkel         |
| Mai 1944 - Mars 1945        | Oberstleutnant | Ernst Zimmer            |

## Théâtres d'opérations
- Allemagne : octobre 1940 - Juin 1941
- Front de l'Est, secteur Nord : juin 1941 - Octobre 1944; 
  - Siège de Leningrad
    - Bataille de Mga
- Poche de Courlande : octobre 1944 - Mai 1945

## Ordres de bataille
1940
- Infanterie-Regiment 422
- Infanterie-Regiment 424
- Infanterie-Regiment 426
- Artillerie-Regiment 126 (Oberst Gerhard von Wrisberg 1941-1943)[1]
- Pionier-Bataillon 126
- Panzerjäger-Abteilung 126
- Aufklärungs-Abteilung 126
- Divisions-Nachrichten-Abteilung 126
- Divisions-Nachschubführer 126

1943
- Grenadier-Regiment 422
- Grenadier-Regiment 424
- Grenadier-Regiment 426
- Divisions-Füsilier-Bataillon 126
- Artillerie-Regiment 126 (Oberst Paul Lüneburg 1943-1944)[1]
- Pionier-Bataillon 126
- Feldersatz-Bataillon 126
- Panzerjäger-Abteilung 126
- Divisions-Nachrichten-Abteilung 126
- Divisions-Nachschubführer 126

## Décorations
Certains membres de cette division se sont fait décorer pour faits d'armes :
- Insigne de combat rapproché en Or:
  - 7
- Agrafe de la liste d'honneur
  - 36
- Croix allemande en Or
  - 91
- Croix de chevalier de la Croix de fer
  - 47